# Alfredo Mendoza
Alfredo Damián Mendoza Sulewski (født 12. december 1963 i Encarnación, Paraguay) er en paraguayansk tidligere fodboldspiller (angriber).

## Karriere
Mendoza spillede 43 kampe og scorede ni mål for Paraguays landshold. Han repræsenterede sit land ved VM 1986 i Mexico, og spillede alle paraguayanernes fire kampe i turneringen, hvor holdet blev slået ud i 1/8-finalen. Han var også i truppen til Copa América i 1989.
På klubplan spillede Mendoza blandt andet for Asunción-storklubberne Cerro Porteño og Olimpia, ligesom han havde udlandsophold hos Brest i Frankrig og hos Newell's Old Boys i Argentina.